# Erentrudis

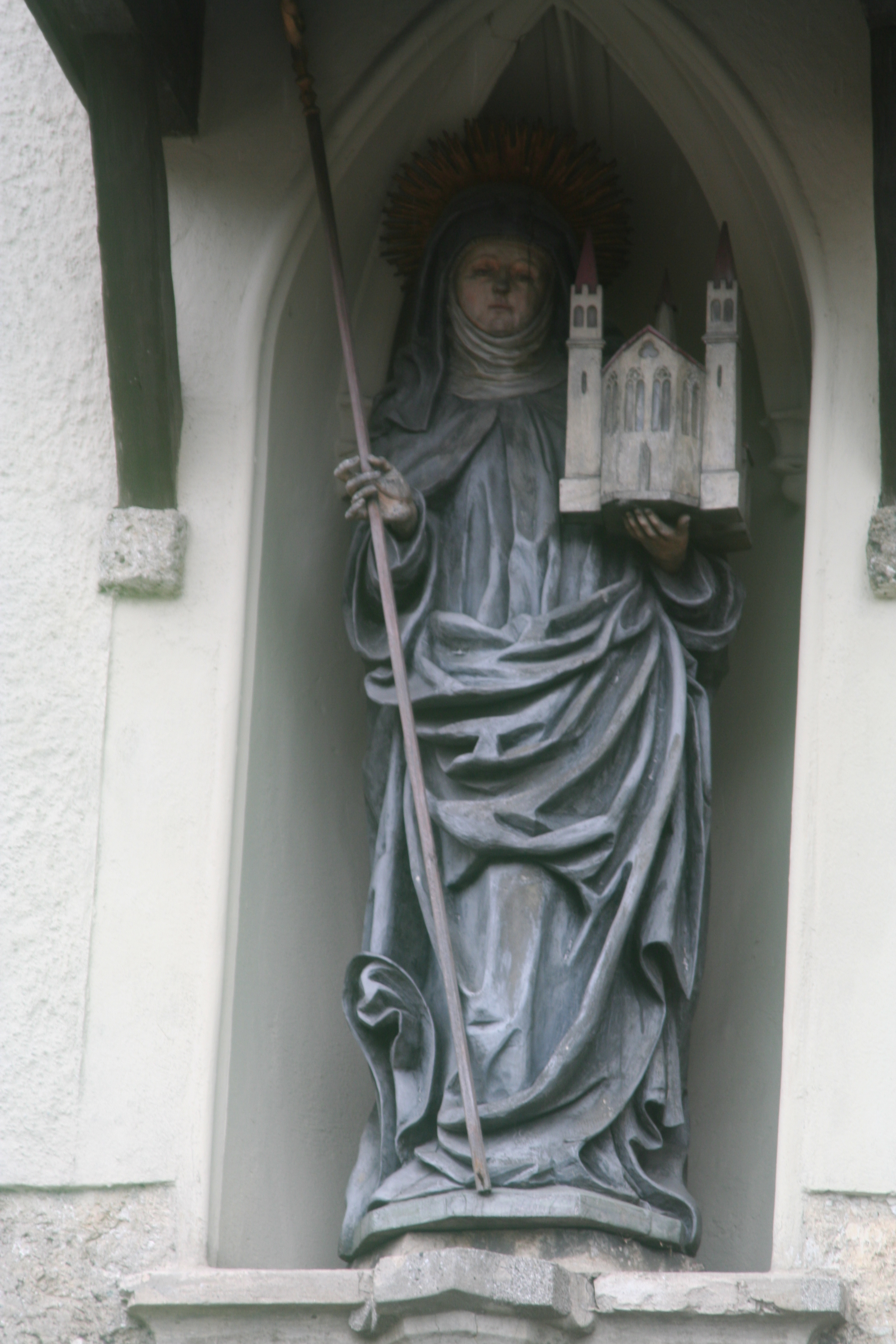
Erentrudis van Salzburg

Erentrudis van Salzburg (Worms, tweede helft 7e eeuw – Salzburg, 30 juni 718) was abdis van het rond 713 gestichte benedictinessenklooster op de Nonnberg in Salzburg. Rond 714 (andere bronnen vermelden 696) kwam zij vanuit Worms naar Salzburg op aandringen van haar oom Rupert van Salzburg. Haar lichaam rust op het Erentrudis-altaar in de Maria Hemelvaart-kerk van het klooster. Al uit 788 dateert het eerste document waarin over haar verering gesproken wordt. In 1624 werd haar lijk vanuit de grafkelder naar een nieuw vervaardigd altaar in de kerk overgebracht. 
De Katholieke Kerk viert de gedachtenis van Erentrudis op 30 juni.